# Perú en el conflicto armado interno de Colombia
Perú en el conflicto armado interno de Colombia o el Conflicto en Loreto es una guerra de baja intensidad que se desarrolla principalmente en el noreste del departamento de Loreto, el más grande del Perú. El conflicto inició en la década de 1970 con las primeras incursiones de la guerrilla Fuerzas Armadas Revolucionarias de Colombia - Ejército del Pueblo (FARC-EP) ante la expansión del conflicto armado interno colombiano en territorio peruano.
La facción narcotraficante colombiana en suelo peruano se denomina bajo el término de «FARC en Loreto» y gozaron de amplia autonomía y pase libre para su desarrollo, especialmente durante el gobierno de Alberto Fujimori. Luego de la firma de los acuerdos de paz entre el gobierno colombiano y las FARC-EP, muchas facciones disidentes que se negaron a reconocer el tratado comenzaron una migración hacia Loreto, que colinda con los departamentos colombianos de Amazonas y Putumayo.

## Historia

### Perú en el conflicto armado interno colombiano
La intromisión peruana en el conflicto armado interno colombiano en la mayoría de veces fue accidental, ya que esta se daba ante la ineficacia del gobierno peruano en defender sus territorios colindantes con Colombia de guerrillas y grupos criminales.
En 1978 los gobiernos de Colombia y Perú acordaron crear el Tratado de Cooperación Amazónica que recién fue creado en 1988, aunque su impacto fue insignificante. En 2002 ambos gobiernos intentaron mejorar la situación en la frontera firmando el Acuerdo de Cooperación para luchar contra el Narcotráfico y el Terrorismo.
El representante del Cartel de Medellín en Loreto, Evaristo Porras, llegó a ser capturado en Lima en 1978, pero fue sacado de prisión con ayuda del asesor militar Vladimiro Montesinos en el gobierno de Alberto Fujimori. Montesinos y Fujimori en 1999, con ayuda de la CIA, vendieron a las FARC-EP 10 mil Fusiles Kaláshnikov (AK 47) calibre 7 que se lo hizo llegar desde el aire al otro lado colombiano como parte del Plan Colombia, esto último no es reconocido por el gobierno de los Estados Unidos. Estos fusiles fueron utilizados por las Fuerzas Armadas del Perú en la Guerra del Cenepa contra Ecuador en 1995.
También luego de la caída de los guerrilleros colombianos Raúl Reyes (2008), Mono Jojoy (2010) y Alfonso Cano (2011) de las FARC-EP en sus documentos personales se descubrió que estos mantenían contacto para la elaboración de droga con el grupo terrorista de extrema izquierda Sendero Luminoso a finales de la década de 1990.

### Neutralización de la cuenca del Caquetá
La cuenca del río Caquetá era la zona más fértil en lo que respecta a cultivo de coca a finales del siglo XX, los grupos narcotraficantes y guerrilleros tenían sus baluartes en el Caquetá, hasta que el gobierno colombiano logró pacificar medianamente el área, lo que obligó a los grupos y guerrillas a trasladarse más al sur, llegando a cruzar la frontera entre Colombia y Perú.

### Llegada de los carteles

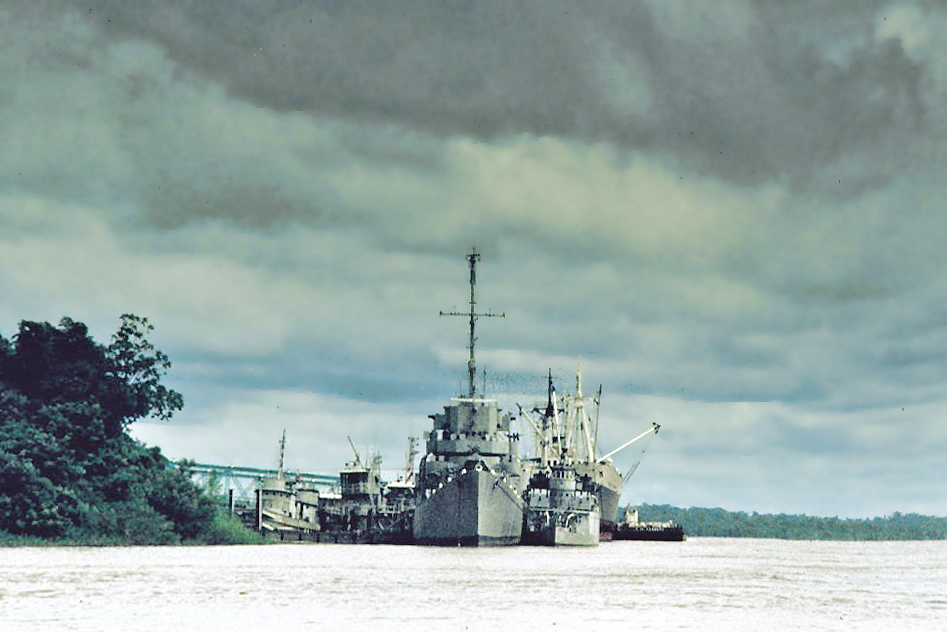
Buques de la Marina de Guerra del Perú en 1980 estacionadas en el río Amazonas.

Desde 1978 con el intento colombo-peruano de formar el Tratado de Cooperación Amazónica como una alianza, se demostró que la influencia del narco y guerrillas colombianas en Loreto ya existía. Estos grupos eran principalmente representantes de los principales carteles colombianos entre 1985 y 1997, hasta ese momento Loreto solo era utilizado como sitio de transporte de coca, el Cartel de Medellín entre 1982 a 1988 y el Cartel de Cali hasta 2002.
El cartel de Cali se retiró en masa en 1998, pero mantuvo presencia hasta 2002, cuando las Fuerzas Armadas Revolucionarias de Colombia - Ejército del Pueblo (FARC-EP) estacionadas en la cuenca del río Caquetá comenzaron a llegar al Putumayo peruano luego de ser expulsados por el Ejército Nacional de Colombia.
Evaristo Porras que manejo el cartel de Leticia-Tabatinga, aliado de Pablo Escobar, con beneplácito del gobierno de Alberto Fujimori. para el transporte de las primeras cocas cultivadas en Loreto hacia Colombia. Aun así, el presidente Alberto Fujimori envió 3.000 miembros del Ejército peruano a militarizar la frontera en 1999, estas operaciones militares continuaron hasta 2003 en el gobierno de Alejandro Toledo.

### Batallón América
En 1986 tras el fracaso de la Toma del Palacio de Justicia por el Movimiento 19 de abril (M-19), se buscó conformar un grupo de 500 guerrilleros miembros del del M-19 y del Movimiento Armado Quintín Lame, de Colombia; de Alfaro Vive, de Ecuador, y el Movimiento Revolucionario Tupac Amaru, de Perú con el objetivo de tomarse la ciudad de Cali capital del departamento colombiano del Valle del Cauca, con el apoyo de las milicias populares, este grupo realizó varias tomas guerrilleras en el occidente de Colombia, mantuvo combates y llegó finalmente a Cali donde fue detenido por la Fuerza Pública de Colombia. El Batallón América estuvo comandado por Carlos Pizarro y Gustavo Arias Londoño.

### Entrada de las FARC-EP
Los altos mandos del Bloque Sur de las FARC-EP solían usar las tierras loretanas como lugar de descanso, para 2002 las FARC-EP decidieron instalarse permanentemente en Loreto. El gobernador regional de Loreto Robinson Rivadeneyra expresó que entre 2002 a 2003 las FARC-EP se expandieron más allá de la cuenca del río Putumayo, llegando hacia la cuenca del río Napo, cerca de la ciudad de Iquitos, la más grande del departamento.
Rivadeneyra también notificó que las FARC-EP estaba incorporando a niños peruanos como guerrilleros y/o cultivadores de coca en la facción peruana de las FARC. Rivadeneyra también criticó que la respuesta del gobierno peruano sea meramente militarizar el noreste de Loreto.
Para 2002-2003 las Fuerzas Militares de Colombia informaron que en Loreto estaba estacionados 120 guerrilleros. La primera localidad peruana en ser conquistada por las FARC en Loreto fue Puerto Arica en donde habían construido una trocha carrozable que conectaba el Napo con el Putumayo.

### Fuerzas Armadas peruanas implicadas
Alguno pobladores informaron que miembros del Ejército del Perú también están coludidos con los grupos narcotraficantes y guerrilleros, siendo los militares dueño de varias dragas que deberían ser destruidas.

## Consecuencias

### Reconocimiento del Conflicto
La respuesta del gobierno peruano se mantuvo en una posición ambigua sobre como resolver la situación en Loreto, llegando a no existir una posición formal en que si el gobierno reconoce o no los hechos en Loreto como un conflicto armado. Existe una disputa dentro del Estado, por un lado esta la posición del Legislativo que si reconoce al conflicto armado liderados por el entonces presidente de la Comisión de Defensa y Orden Interno Jorge del Castillo quien expresó que «los cultivos de hoja de coca y las bandas criminales vienen incrementándose por la falta de infraestructura para los miembros de las Fuerzas Armadas»; por otro lado el Ejecutivo fue más reacio a darle un término formal a lo que ocurre en Loreto, incluso se criticó al canciller Allan Wagner del gobierno de Alejandro Toledo en 2003 por no categorizar tempranamente a las FARC-EP como organización terrorista a sabiendas de su presencia en el oriente peruano.
PPK reconoce el problema
El presidente Pedro Pablo Kuczynski el 13 de abril de 2018 habló abiertamente del problema en el noreste loretano, pero lo minimizó de la siguiente manera: «hay cultivos de coca y uno se pregunta qué hacen ahí si los jefes firman las paz, ellos deberían integrarse a Colombia o casarse con peruanas y estar felices en Loreto, pero yo creo que como están ahora es un problemita».

### Relaciones entre los grupos terroristas peruanos y las organizaciones colombianas
Aunque el Estado peruano no define abiertamente sobre la presencia de las FARC-EP en Perú, de facto utiliza la inmensidad del territorio loretano como un colchón que evita que Sendero Luminoso y el MRTA presentes en la cuenca alta del río Huallaga en el departamento de San Martín se relacionen libremente con las FARC-EP y grupos narcotraficantes. Los presidentes Alejandro Toledo Manrique de Perú y Álvaro Uribe de Colombia acordaron los tres puntos para mantener el status quo de mecanismo de seguridad:

El de alto nivel, integrado por los vicecancilleres
Las rondas de altos mandos militares que se reúnen varias veces al año
El de interdicción aérea y fluvial mediante el cual se intercambia información.

Por esto Toledo llegó a ser calificado como «el aliado clave de Uribe en la región».

### Estigma social
Los pobladores del noreste de Loreto, principalmente de las provincias de Putumayo y Mariscal Ramón Castilla son fuertemente estigmatizados como consumidores, terroristas o narcotraficantes lo que lleva a que sean discriminados en otras parte de Loreto y del Perú.

## Hechos de Violencia

### Violaciones a los Derechos humanos
La violencia entre las FARC en Loreto y los trabajadores indígenas peruanos se vio incrementada en las décadas de 1980 y 1990. Esa violencia también se vio expandida hacia indígenas colombianos que eran forzados a cruzar la frontera para participar en el cultivo de coca, siendo los habitantes de Marandúas los más golpeados por este accionar. Las fuerzas armadas de ambos países también fueron acusadas de provocar incidentes.
Las FARC en Loreto a finales del siglo XX se hicieron con el control del comercio en la parte de Tres Fronteras, los indígenas estaban obligados a pagar un impuesto a la guerrilla si deseaban cruzar sus productos hacia Colombia.
En 2002 en una entrevista del diario peruano El Comercio, Pedro Rivera Cristancho, alias 'Tiberio' era quien representaba abiertamente los intereses de las FARC-EP en territorio loretano, Tiberio había expresó lo siguiente:

Las FARC no harán ningún problema en esta frontera. Al contrario, seguirán apoyando a muchos que se mueren por falta de medicina y hambre, ya sean peruanos, brasileños o colombianos. ¿Quedó claro, amigo?.

Tiberio fue abatido por el Ejército colombiano el 21 de febrero de 2004 en Puerto Alegría.
Los grupos narcotraficantes y guerrillas también son acusadas de realizar trata de personas, esto debido a la pandemia de COVID-19 que debilitó aun más a la tenue presencia del Estado peruano.

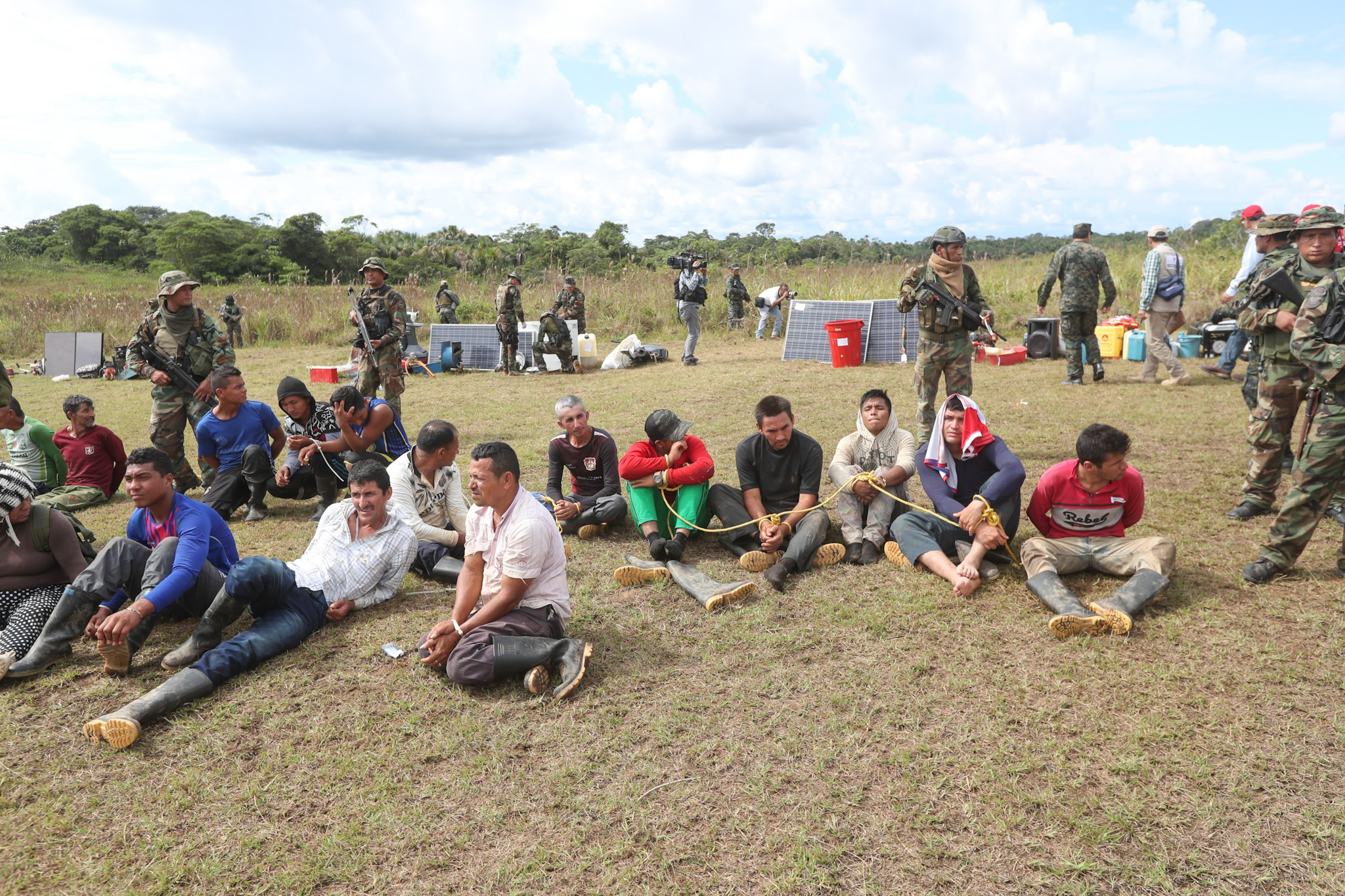
Miembros de las Disidencias de las FARC-EP capturados por parte del Ejército peruano.

### Incidentes desde 2012
2012
En agosto de 2012 la localidad de Nueva York en el distrito de Nauta en la provincia de Loreto fue acosada por remanentes del Partido Comunista del Perú-Sendero Luminoso al punto de sitiarlos, los enfrentamientos dejaron a un poblador fallecido y otro herido. Según las investigaciones policiales esta facción de Sendero Luminoso proveniente del VRAEM trabajaría sola y su principal destino sería la frontera con Ecuador.
2014
El 12 de julio de 2014 Rudy Jim Falcón Salguero, miembro de la Policía Nacional del Perú fue acribillado cuando fue sorprendido por narcotraficantes durante una revisión de patrulla en el río Atacuari, cerca de la localidad de Pancho Cocha en la provincia de Mariscal Ramón Castilla, otros de sus compañeros de ronda también resultaron heridos.
2018
El 3 de abril de 2018 en la localidad de Puerto Véliz en el distrito de Teniente Manuel Clavero, el menor Llomar Garcés de 17 años fue baleado en la boca, seguía vivo, fue víctima de una venganza de las disidencias de las FARC-EP porque su hermano Fabio Garcés de 21 años no se había querido enlistar en las disidencias. Fabio se refugió en el cuartel general del Ejército peruano en la ciudad de El Estrecho, capital de la provincia de Putumayo. El 15 de abril fue capturado el colombiano Neider Machacury de 19 años en el mismo distrito, Machacury era el encargado de reclutar bajo amenazadas a pobladores indígenas para el cultivo de coca. Luego de tres días de la captura, una mujer con iniciales S.R.L. denunció que un cuñado menor de edad de ella, había sido secuestrado por grupos narcotraficantes.
Ante esto el gobierno peruano declaró a la provincia de Putumayo en «Estado de emergencia» por orden del presidente Martín Vizcarra. En junio de ese mismo año el alcalde de Putumayo Segundo Julca se encontraba exiliado en Iquitos debido a que grupos de narcotraficantes aseguraron que lo matarían si volvía.
2020
El 11 de febrero de 2020 Antony Santillan Ahuanari, miembro de la Policía Nacional del Perú fue asesinado por narcotraficantes en Tabatinga, Brasil. Santillan había recibido amenazas de muerte por su labor policial.
El 12 de febrero de 2020 fueron encontrados seis cuerpos en la localidad de Puerto Lupita en el distrito de Teniente Manuel Clavero, los cuerpos eran de un brasileño y cinco colombianos que pertenecían a grupos narcotraficantes opositores de las disidencias de las FARC-EP.
El 15 de febrero de 2020 un morador originario de Nuevo Peneya, acudió a la base militar peruana de Soplín Vargas para que le den protección ya que «los colombianos» acudieron a su domicilio a amenazarlo de muerte si no se retiraba, ya que su casa se encontraba cerca de cultivos de coca.
El 21 de mayo de 2020 desde una zona no especificada de Loreto que hace frontera con Brasil se logró decomisar 420 kilos de cocaína en una avioneta que intentaba ingresar a territorio brasileño.
2021
El 13 de febrero de 2021 las Fuerzas Armadas del Perú y la Policía Nacional del Perú durante una operación de dos días por el río Atacuari en el distrito de Ramón Castilla, provincia de Mariscal Ramón Castilla, en donde lograron capturar a cuatro presuntos narco colombianos junto a 600 kilos de cocaína y droga líquida.
El 7 de abril de 2021 la Policía Nacional del Perú se enfrentaron a narcotraficantes en Yucuruchi en el distrito de Nauta, provincia de Loreto, durante una revisión a una embarcación, los atacantes huyeron pero la policía peruana logró decomisar la embarcación que tenía catorce kilos de cocaína.
2022
El 12 de enero de 2022 desconocidos asaltaron el puesto policial de Puerto Amelia a orillas del río Yavarí, resultando heridos cuatro personas, quienes fueron trasladados a Iquitos, el puesto policial posteriormente el 19 de enero fue incendiado por otra incursión delictiva.
2023
El 17 de febrero de 2023 el gobierno de la presidenta Dina Boluarte declaró el «Estado de emergencia» en el Putumayo y Mariscal Ramón Castilla debido al aumento de actores delictivos relacionados con los grupos narcotraficantes.